# Ghardaïa
Ghardaïa (arabsko غرداية, tumzabt Taɣerdayt) je glavno mesto province Ghardaïa v Alžiriji. Občina Ghardaïa ima po popisu leta 2008 93.423 prebivalcev, kar je več od 87.599 leta 1998 z letno stopnjo rasti 0,7 %.
Je v severni in osrednji Alžiriji v Sahari in leži ob levem bregu vadi M'zab. Dolina M'Zab v provinci Ghardaïa je bila leta 1982 uvrščena na seznam svetovne dediščine kot kulturna dobrina, ocenjena po merilih II (zaradi poselitve, ki je vplivala na urbanistično načrtovanje vse do sedanjega stoletja), III (zaradi kulturnih vrednot Ibaditov) in V (naselbinska kultura, ki je prevladovala do tega stoletja).
Ghardaïa je del pentapolisa, mesta na hribu med štirimi drugimi, zgrajenega pred skoraj tisoč leti v dolini M'Zab. Ustanovili so ga Mozabiti, sekta Ibaditov, berberskih muslimanov.
Je glavno središče proizvodnje datljev in izdelave preprog in tkanin. Razdeljeno na tri obzidane sektorje je utrjeno mesto. V središču je zgodovinsko območje Mʾzabite z mošejo v piramidnem slogu in arkadnim trgom. Prepoznavne bele, rožnate in rdeče hiše, narejene iz peska, gline in sadre, se dvigajo v terasah in arkadah.
V svoji knjigi La Force des choses iz leta 1963 je francoska eksistencialistična filozofinja Simone de Beauvoir opisala Ghardaïa kot »lepo zgrajeno kubistično sliko«.

## Etimologija
Ime Ghardaïa izvira iz ženske svetnice z imenom Daïa, ki je živela v jami (ghār) na tem območju, preden se je razcvetelo v mesto, naseljeno z muslimani Ibaditi, ki so prišli, da bi pobegnili pred preganjanjem Fatimidskega kalifata na severu.

## Zgodovina
Dolina M'Zab v apnenčasti planoti, ki je bila vpisana na Unescov seznam dediščine, je edinstven konglomerat petih mest, omejenih na območju 75 km², ki je 600 km južno od Alžira, glavnega mesta Alžirije.
Prvotna arhitektura polpuščavske doline je datirana v zgodnje 11. stoletje. Pripisujejo ga Ibaditom, katerih kulturna identiteta izvira iz Magreba; imeli so prestolnico v Tahertu kot kraljestvo Ibadi. Prisiljeni so bili zapustiti Tahert zaradi uničujočega požara leta 909 (poroča se, da je uničenje povzročil ustanovitelj (šiitske) dinastije Fatimid). Najprej so se preselili v Sedrato in nazadnje v dolino M'Zab. Naselili so se v petih utrjenih vaseh na skalnatih vzpetinah, lokalno znanih kot »Kosarji«, čeprav bi lahko živeli v eni večji vasi, ki bi obsegala vseh pet. Bivališče je bilo načrtovano z natančnimi podrobnostmi do natančnih tlorisov, opredeljenih z določenimi načeli skupnostnega življenja v obrambnem okolju. Ustanovitev Ghardaïe je bila datirana v leto 1048 ali 1053.
Vsaka vas je bila načrtovana v raznoliki topografiji, ki je obsegala majhen otok, greben, vrh hriba, vrh in nišo. Vasi so bile utrjene tako, da so bile nedostopne nomadskim skupinam. Pet vasi, postavljenih z enakimi koncepti načrtovanja, je bilo Ghardaïa, Melika, Beni Isguen, Bou Noura in El Atteuf. Enake »miniaturne citadele«, kot jih imenujemo, so imele vsaka svojo mošejo z minaretom, ki je deloval kot stražarski stolp, in hiše, zgrajene okoli mošeje v koncentričnih krogih in obdane z visokim obzidjem (ki sega do obrambnega nasipa). Stavbe skupaj so vsaki vasi dajale občutek trdnjave. V mošeji je bilo tudi skladišče žita in orožja za obrambo.
Toda med poletno sezono so se prebivalci preselili v citadelo zunaj utrjenih vasi, v neformalnem okolju umetnega nasada palm, pokopališča in mošeje.
Ksar sta leta 476/1085 ustanovili dve plemeni: Aoulad Ammi-Aïssa in Aoulad Ba-Slimane. Vsako pleme je vsebovalo različne frakcije, določeno območje in pokopališče. Ghardaïa je najbogatejše mesto v dolini M'Zab. Imelo je že takrat dinamično trgovsko in obrtno dejavnost. Z družbenega vidika je to edini Ksar, poleg Melike, ki je vse do alžirske neodvisnosti preživel ne le Ibadite Berbere, ampak tudi Malekite Arabce in judovsko skupnost.
Za izgradnjo Ksarja so ustanovitelji Ghardaïe, majhna skupina ljudi pod vodstvom Cheika, izbrali hrib 200 m južno od M'Zab Oueda za obrambne namene. Bolj zahodno so ustvarili palmov nasad za samooskrbno kmetovanje. Ksar Ghardaïe, kakršen je danes, se ni pojavil naenkrat. Glede na javno agencijo, zadolženo za zaščito dediščine M'Zaba, je Ghardaïa doživela štiri faze razvoja do leta 1882, ko jo je priključila francoska vojska.

## Geografija
Mesto je v puščavi Sahara v severni osrednji Alžiriji. Provinca Ghardaïa je razdeljena na 13 komun ali občin, ki vključuje občino Ghardaïa. Meji na vilaje Ouargla in El Bayadh. Ugnezdeno je v dolini M'zab, ki leži na levem bregu vadi M'zab, ki je običajno suha skozi vse leto. Občina Ghardaïa zdaj pokriva površino 590 km² in poleg Ghardaïe vključuje številna predmestja, mesta in vasi. Predmestna naselja so Mélika, Béni Isguen, Bounoura (Has Bunur) in El Atteuf (Tadjnint), ki vsa ležijo jugovzhodno od mesta Ghardaïa in starodavnega ksarja Metlili-Chaamba ali Metlili, ki leži 42 km jugozahodno. Zunaj doline M'zab sta mesti Berriane (Has Ibergane) in El Guerrara (Iguerraren) pomembni mesti, prvo 45 km severno, drugo pa 110 km na severovzhod.

### Hidrologija
Starodavni sistem za distribucijo vode v Ghardaïi so zasnovali Mozabiti kot odgovor na kratkotrajne tokove njenih oueds (rek). Zavedajoč se dragocenosti tega naravnega vira so Mozabiti razvili edinstven hidravlični sistem predorov za zbiranje deževnice in njeno preusmerjanje v oaze. Imajo enakomerno porazdelitev vode po vseh vrtovih in vzdržujejo tudi dobre protipoplavne ukrepe. Do oskrbe z vodo se dostopa na več načinov preko zapletenega namakalnega sistema, ki distribuira vodo iz številnih vodnjakov. Vrtanje vrtin se razteza do globine od 110 do 150 m, pri čemer črpa vodo iz celinskega polnila albienske fosilne podzemne vode, katere rezerve so ocenjene na 1,5 bilijona m³.

### Podnebje
Ghardaïa ima vroče puščavsko podnebje (Köppenova podnebna klasifikacija BWh), z izjemno vročimi poletji in milimi zimami. Regijo zaznamujejo velike temperaturne razlike med dnevom in nočjo ter poleti in zimo, ki segajo od najnižjih 5 °C do najvišjih 46 °C. Prevladujoči vetrovi poleti so izjemno vroči, izjemno suhi in močni, medtem ko so zimski vetrovi topli in suhi. Peščeni viharji se običajno pojavljajo od marca do maja. Oktobra 2008 so Ghardaïa močno prizadele poplave zaradi močnega dežja.

## Postavitev in arhitektura
Edinstveno postavitev vasi Ghardaïa narekuje skalnat teren v regiji. Poleg mošej in razporeditve stanovanjskega vzorca z mošejo na vrhu hriba in hišami, ki so postavljene v labirintnih uličicah, je tu tudi veliko tržno središče. Predvsem hiše so orientirane tako, da prepuščajo sončno svetlobo v vsako stanovanje, saj naj bi bilo to zdravo: »Prebivalci hiše, v katero prihaja sonce, ne bodo nikoli pri zdravniku«. Tudi dimniki so postavljeni tako, da ne posegajo v udobje sosedov.

## Gospodarstvo
Ghardaïa je glavno središče pridelave datljev, s skoraj 60.000 palmami, ki proizvajajo datlje. Les mrtvih palm se uporablja za izdelavo hišnih streh; živih dreves ne sekajo, saj veljajo za živa bitja, ki vzdržujejo prebivalce.
Druga pomembna panoga je proizvodnja preprog in tkanin.
Metlili-Chaamba je znana po datljih Deglet Nour in izdelkih iz kamelje dlake. Eden od pomembnih vidikov družbenega življenja in ekonomskih vrednot prebivalcev regije je, da beračenje in kraje v skupnosti ne obstajata. Družba je tesno povezana in vse vidike gospodarstva in družbenih običajev narekuje skupnost.

## Kultura
Prebivalci so izjemno dobro ohranili prvotno srednjeveško arhitekturo; dolina, ki ji pripada Ghardaïa, je del uradne svetovne dediščine. Medabska četrt leži na severozahodu. Vojaško oporišče in bolnišnica sta na južnem območju. Mesto imenujejo 'biser oaze' in je zaradi starodavne kulturne dediščine ena najpomembnejših turističnih regij v južni Alžiriji. Poleg turizma vilaja Ghardaïa privablja tudi antropologe, arhitekte, raziskovalce in zgodovinarje, da raziščejo njeno bogato kulturno, antropološko in arhitekturno edinstvenost. Zanimiv vidik blaginje skupnosti je dejstvo, da vestno sledijo pravilom upravljanja in tudi prispevajo k vzdrževanju in skrbi za skupnost. Mozabiti glede na togi pristop pri pogajanjih prevladujejo v finančnem sektorju, zlasti v bančnem in veleprodajnem sektorju. Imajo tudi svojo mošejo, pokopališče, rekreacijske in športne dejavnosti. Imajo patriarhalni sistem družbenega dedovanja. Druga edinstvena značilnost Mozabitov je, da že od rojstva skrbi skupnost za izobraževanje, delo, poroko in gradnjo doma. Touiza (skupine prostovoljcev) so organizirane za gradnjo hiš. Ghardaïa je dobro znana tudi po tkalstvu, Dinanderie D'art, košarkarstvu, lončarstvu in tkanju preprog (tapiserija). Preproge na tem območju so tako priljubljene, da vsako leto marca poteka Državni dan preprog.
Mozabiti iz Ghardaïe imajo svojo posebno identiteto tradicionalne noše saroual loubia (vrečaste hlače) in chéchia (pokrivala).

## Religija
Ghardaïa je tradicionalno srce doline M'zab in dom verske sekte Ibaditov v Alžiriji. Ne podpirajo doktrin sunizma in šiitizma. V primerjavi z Malikiji, ki predstavljajo večino Alžircev, izvajajo drugačen način molitve, čaščenja Boga in načrtovanja mošej. Zapravljanje vode in na splošno kakršno koli darovanje zemlje velja za greh. Mošeja Ghardaïa, zgrajena v 10. stoletju, je v mavrskem arhitekturnem slogu. Njen stolp, preprost in eleganten, vključuje velik portal na vrhu jaška, katerega zasnova omogoča prezračevalni tok.
Beli očetje, rimskokatoliška misijonarska družba, živijo v samoti blizu starega mesta in imajo zbirko knjig o Sahari. Prokatedrala še vedno priča o času, ko je bila od leta 1901 zaporedoma sedež apostolske prefekture Ghardaïa; provinca se je preimenovala v apostolsko prefekturo Ghardaïa v Sahari, leta 1948 povišana v apostolski vikariat Ghardaïa v Sahari, nato pa je bila leta 1955 povišana v rimskokatoliško škofijo Laghouat (kjer je stolnica medtem sekularizirana; škofija je še vedno izvzeta).